# 6月25日 (旧暦)
旧暦6月25日は旧暦6月の25日目である。六曜は赤口である。

## できごと
- 永万元年（ユリウス暦1165年8月3日） - 二条天皇の子・順仁親王が即位し第79代・六条天皇に[要出典]
- 明治2年（グレゴリオ暦1869年8月2日） - 明治政府が身分制度を再編。大名・公卿を「華族」、武士を「士」と「卒」、農・工・商を「平民」とする

## 誕生日
- 承和12年（ユリウス暦845年8月1日） - 菅原道真、廷臣・漢学者（+ 903年）
- 享保19年（グレゴリオ暦1734年7月25日） - 上田秋成、読本作者・国学者・歌人 （+ 1809年）
- 文政12年（グレゴリオ暦1829年7月25日） - 津田真道、政治家 （+ 1903年）
- 明治元年（グレゴリオ暦1868年8月13日） - 福澤桃介、実業家・福沢諭吉の娘婿（+ 1938年）

## 忌日
- 正中元年（ユリウス暦1324年7月16日） - 後宇多天皇、91代天皇（* 1267年）
- 延宝3年（グレゴリオ暦1675年8月16日） - 八条宮長仁親王、江戸時代の皇族（* 1655年）